# Maël-Pestivien
Maël-Pestivien [mɛl pɛstivjɛ̃] est une commune française située dans le département des Côtes-d'Armor en région Bretagne.

## Géographie
La paroisse fait partie du territoire breton traditionnel du pays Fañch.
| Bulat-Pestivien | Pont-Melvez      |        |
| Saint-Servais   | Maël-Pestivien   | Kerien |
| Saint-Nicodème  | Peumerit-Quintin |        |

### Hydrographie
Pour un article plus général, voir Réseau hydrographique des Côtes-d'Armor.
La commune est située dans le bassin Loire-Bretagne. Elle est drainée par le Blavet, le Léguer, le ruisseau de Pont hellou, le Bodeillo, le ruisseau de Kerhubet, l'Étang du Loc'h, le Gollot, le ruisseau de Bodeillo et le ruisseau de Dour vern,,.
Le Blavet, d'une longueur de 149 km, prend sa source dans la commune de Bourbriac et se jette  dans le canal de Nantes à Brest en limite de Plélauff et de Gouarec, après avoir traversé 31 communes.  Les caractéristiques hydrologiques du Blavet sont données par la station hydrologique située sur la commune de Kerien. Le débit moyen mensuel est de 0,369 m3/s. Le débit moyen journalier maximum est de 5,18 m3/s, atteint lors de la crue du 26 janvier 1995. Le débit instantané maximal est quant à lui de 6,05 m3/s, atteint le même jour.
Le Léguer, d'une longueur de 58 km, prend sa source dans la commune de Bourbriac et se jette  dans la baie de Lannion en limite de Lannion et de Trédrez-Locquémeau, après avoir traversé 15 communes. 
Le Pont Hellou, d'une longueur de 15 km, prend sa source dans la commune  et se jette  dans l'Hyère à Plusquellec, après avoir traversé six communes. 
Un plan d'eau complète le réseau hydrographique : l'étang du Blavet, d'une superficie totale de 17 ha (10,41 ha sur la commune),.

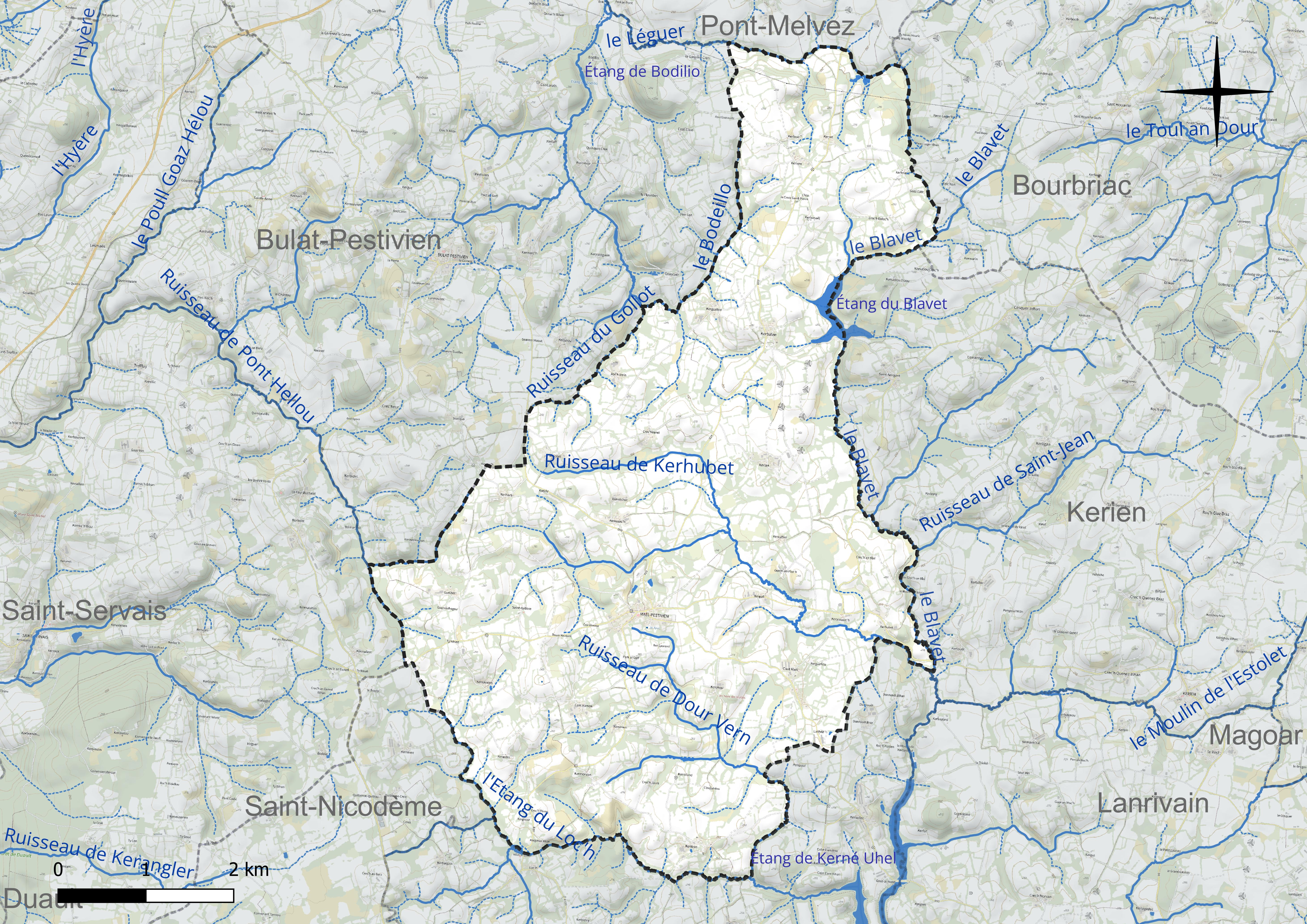
Réseau hydrographique de Maël-Pestivien.

### Climat
Pour des articles plus généraux, voir Climat de la Bretagne et Climat des Côtes-d'Armor.
En 2010, le climat de la commune est de type climat océanique franc, selon une étude du CNRS s'appuyant sur une série de données couvrant la période 1971-2000. En 2020, Météo-France publie une typologie des climats de la France métropolitaine dans laquelle la commune est exposée à un climat océanique et est dans la région climatique Finistère nord, caractérisée par une pluviométrie élevée, des températures douces en hiver (6 °C), fraîches en été et des vents forts. Parallèlement l'observatoire de l'environnement en Bretagne publie en 2020 un zonage climatique de la région Bretagne, s'appuyant sur des données de Météo-France de 2009. La commune est, selon ce zonage, dans la zone « Monts d'Arrée », avec des hivers froids, peu de chaleurs et de fortes pluies.
Pour la période 1971-2000, la température annuelle moyenne est de 10,8 °C, avec une amplitude thermique annuelle de 12,1 °C. Le cumul annuel moyen de précipitations est de 1 099 mm, avec 16,7 jours de précipitations en janvier et 8,7 jours en juillet. Pour la période 1991-2020, la température moyenne annuelle observée sur la station météorologique la plus proche, située sur la commune de Kerpert à 12 km à vol d'oiseau, est de 10,8 °C et le cumul annuel moyen de précipitations est de 1 088,9 mm,. Pour l'avenir, les paramètres climatiques de la commune estimés pour 2050 selon différents scénarios d’émission de gaz à effet de serre sont consultables sur un site dédié publié par Météo-France en novembre 2022.

## Urbanisme

### Typologie
Au 1er janvier 2024, Maël-Pestivien est catégorisée commune rurale à habitat très dispersé, selon la nouvelle grille communale de densité à 7 niveaux définie par l'Insee en 2022.
Elle est située hors unité urbaine et hors attraction des villes,.

### Occupation des sols
L'occupation des sols de la commune, telle qu'elle ressort de la base de données européenne d’occupation biophysique des sols Corine Land Cover (CLC), est marquée par l'importance des territoires agricoles (93,5 % en 2018), en augmentation par rapport à 1990 (91,9 %). La répartition détaillée en 2018 est la suivante :
zones agricoles hétérogènes (48,3 %), prairies (29,6 %), terres arables (15,5 %), forêts (5,7 %), zones urbanisées (0,8 %). L'évolution de l’occupation des sols de la commune et de ses infrastructures peut être observée sur les différentes représentations cartographiques du territoire : la carte de Cassini (XVIIIe siècle), la carte d'état-major (1820-1866) et les cartes ou photos aériennes de l'IGN pour la période actuelle (1950 à aujourd'hui).

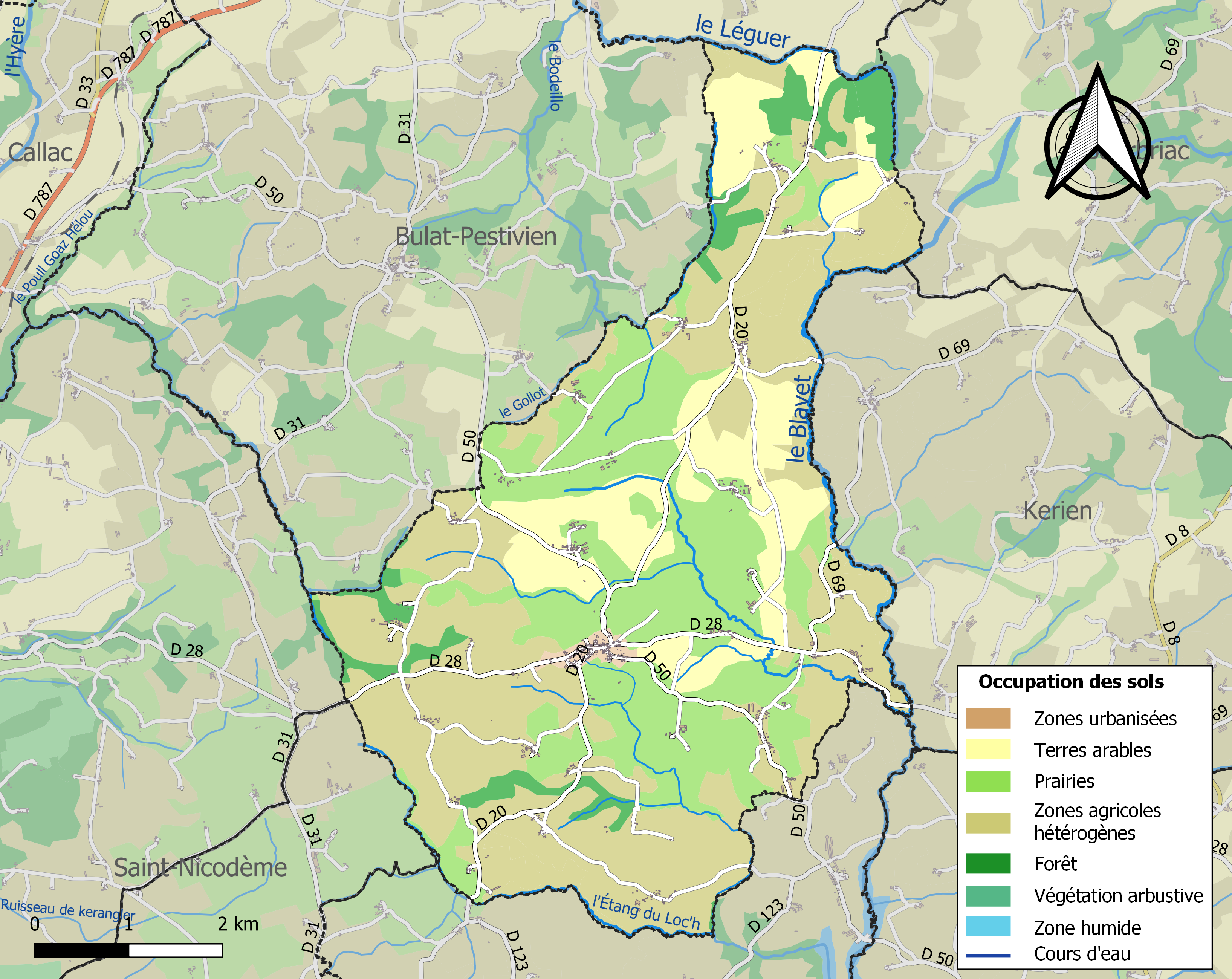
Carte des infrastructures et de l'occupation des sols de la commune en 2018 (CLC).

## Toponymie
Le nom de la localité est attesté sous les formes Mael en 1160, Mel en 1433, Mael en 1444, 1535 et en 1536, Mael Pestivien en 1591, Mahel-Pistien en 1630, Maël-Pestivien dès 1790.
Maël-Pestivien vient de Maël (saint breton).
Pestivien : nom provenant de Penn-stivien, de penn (bout) et de stivien (sources), le « bout des sources ». Ce nom, issu de l'ancien nom de la commune voisine Bulat-Pestivien, a été ajouté pour différencier Maël-Pestivien de Maël-Carhaix, proche de Carhaix.
Mel-Pistien en breton.

## Histoire

### LeXXesiècle

#### La Première Guerre mondiale
Le monument aux morts porte les noms des 80 soldats morts pour la France.

#### La Seconde Guerre mondiale
22 soldats sont morts pour la France.
Le 3 mars 1944, un parachutage d'armes au profit des résistants FTP la compagnie Tito eut lieu à Maël-Pestivien.
Le 16 mai 1944, les SS, appuyés par la Milice bretonne du Bezen Perrot, raflent une vingtaine d’hommes à Maël-Pestivien, dont le maire.

## Politique et administration

### Liste des maires
| Période                                  | Période                      | Identité           | Étiquette | Qualité                                                                                                  |
| ---------------------------------------- | ---------------------------- | ------------------ | --------- | --- |
| Les données manquantes sont à compléter. |                              |                    |           | |
| 1805                                     | 1832                         | Jean Le Graet      |           | |
| 1832                                     | 1851                         | Louis Le Courtois  |           | |
| 1851                                     | 1868                         | Louis Guillaume    |           | |
| 1868                                     | 1911                         | Pierre Philippe    |           | |
| 1912                                     | après 1912                   | Joseph Guillaume   |           | |
| 1919                                     | après 1919                   | François Guégan    |           | |
| Les données manquantes sont à compléter. |                              |                    |           | |
| 1944                                     | mai 1953                     | François Le Denmat | PCF       | Cultivateur, syndicaliste CGA                                                                            |
| mai 1953                                 | mars 1959                    | Yves Le Garsmeur   |           | |
| mars 1959                                | mars 1989                    | Lucien Le Verge    | PCF       | Cultivateur Conseiller général de Callac (1958 → 1964) Président du SIVOM du canton de Callac (? → 1983) |
| mars 1989                                | mars 2001                    | Henri Hernin       | DVG       | Instituteur retraité                                                                                     |
| mars 2001                                | En cours (au 3 juillet 2020) | Joseph Bernard     | PCF       | Agriculteur Réélu pour le mandat 2020-2026                                                               |

## Démographie

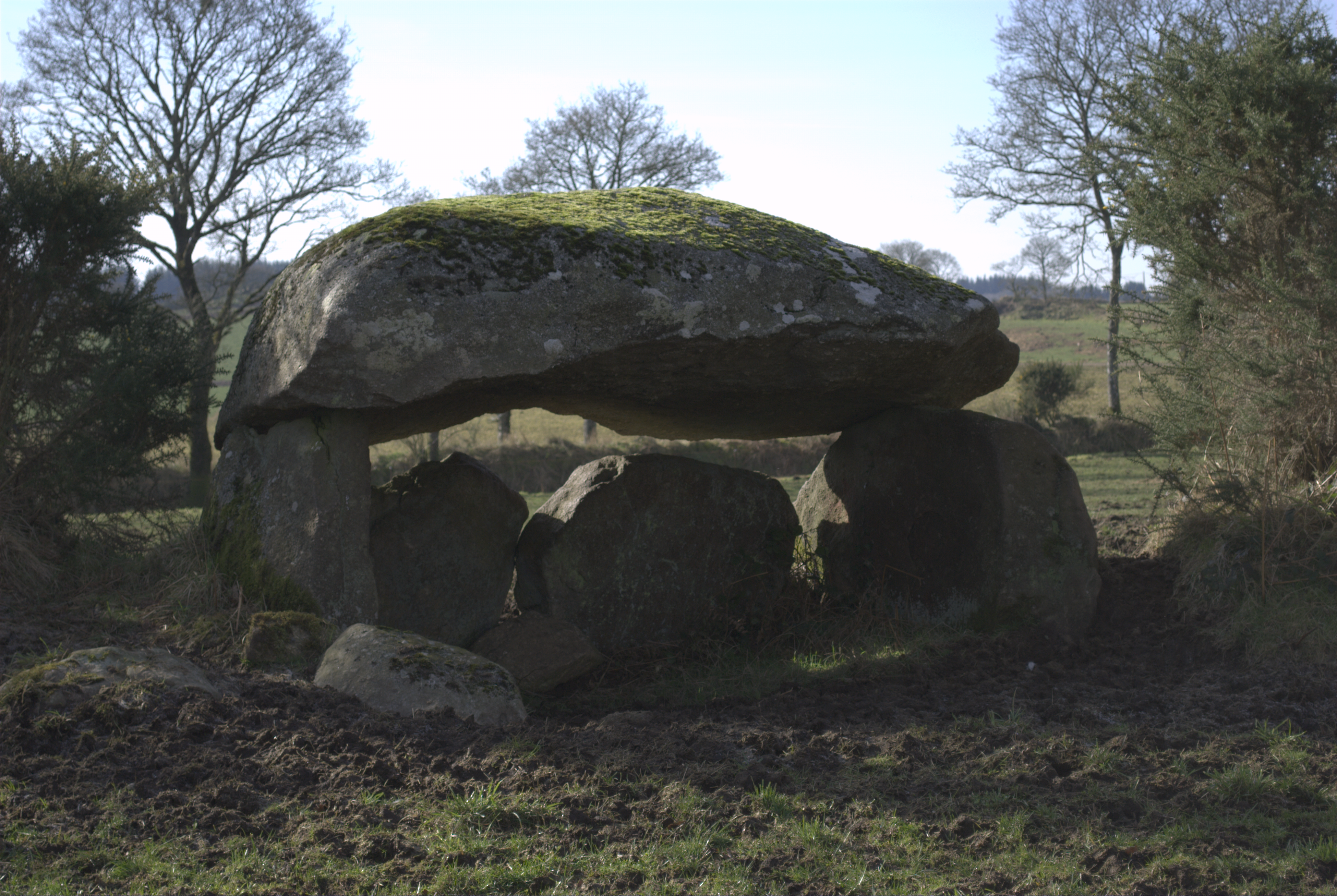
Dolmen de Roc'h Du.

L'évolution du nombre d'habitants est connue à travers les recensements de la population effectués dans la commune depuis 1793. Pour les communes de moins de 10 000 habitants, une enquête de recensement portant sur toute la population est réalisée tous les cinq ans, les populations de référence des années intermédiaires étant quant à elles estimées par interpolation ou extrapolation. Pour la commune, le premier recensement exhaustif entrant dans le cadre du nouveau dispositif a été réalisé en 2008.

En 2022, la commune comptait 360 habitants, en évolution de −7,69 % par rapport à 2016 (Côtes-d'Armor : +1,78 %, France hors Mayotte : +2,11 %).
| 1793  | 1800  | 1806  | 1821  | 1831  | 1836  | 1841  | 1846  | 1851  |
| ----- | ----- | ----- | ----- | ----- | ----- | ----- | ----- | ----- |
| 1 168 | 1 204 | 1 361 | 1 329 | 1 595 | 1 507 | 1 503 | 1 608 | 1 491 |

| 1856  | 1861  | 1866  | 1872  | 1876  | 1881  | 1886  | 1891  | 1896  |
| ----- | ----- | ----- | ----- | ----- | ----- | ----- | ----- | ----- |
| 1 406 | 1 432 | 1 462 | 1 501 | 1 593 | 1 573 | 1 632 | 1 613 | 1 551 |

| 1901  | 1906  | 1911  | 1921  | 1926  | 1931  | 1936  | 1946  | 1954  |
| ----- | ----- | ----- | ----- | ----- | ----- | ----- | ----- | ----- |
| 1 607 | 1 692 | 1 741 | 1 637 | 1 518 | 1 433 | 1 355 | 1 145 | 1 013 |

| 1962 | 1968 | 1975 | 1982 | 1990 | 1999 | 2006 | 2008 | 2013 |
| ---- | ---- | ---- | ---- | ---- | ---- | ---- | ---- | ---- |
| 917  | 800  | 650  | 567  | 514  | 449  | 414  | 403  | 401  |

| 2018 | 2022 | - | - | - | - | - | - | - |
| ---- | ---- | - | - | - | - | - | - | - |
| 366  | 360  | - | - | - | - | - | - | - |

## Lieux et monuments
- L'église Saint-Laurent (XIe siècle). Elle possède une tour de 1875. Voir aussi : Vitrail aux apôtres
- Dolmen de Roc'h Du, appelé aussi dolmen de Roch Toul ou dolmen de Kerroland, classé au titre des monuments historiques en 1969[37],[38] et à peu de distance la Stèle protohistorique de Maël-Pestivien classée en 1964[39] qui n'est pas un menhir.
- La Chaire des Druides : pierre comportant des dépressions naturelles dans laquelle la tradition populaire a voulu voir une pierre de sacrifice.
- Men-Sul : pierre probablement naturelle mentionnée en 1853 par A.-L. Harmois comme menhir[40] qui selon la tradition populaire danse aux douze coups de midi lors des solstices.

## Personnalités liées à la commune
- Le père de l'écrivain Auguste de Villiers de L'Isle-Adam était originaire de Maël-Pestivien. Il habitait le manoir de Kérohou où il était né en 1802. Personnage fantasque, il passa une partie de sa vie à chercher d'hypothétiques trésors enfouis.
- La journaliste Inès Léraud, installée sur la commune depuis 2015, consacre une série de reportages au Centre-Bretagne, dans la série « Journal breton » diffusée sur France Culture[41],[42].